# Куло, Солен
Соле́н Куло́ (фр. Solène Coulot; 21 марта 1989, Безансон — 20 февраля 2010, Безансон) — французская кёрлингистка.
Скончалась в феврале 2010 в возрасте 20 лет в результате самоубийства.

## Достижения
- Чемпионат Франции по кёрлингу среди женщин: золото (2009)[5][6], бронза (2006)[7].
- Первенство Европы по кёрлингу среди юниоров: золото (2009).
- Чемпионат Франции по кёрлингу среди юниоров: золото (2007, 2008)[8].

## Команды
| Сезон                                               | Четвёртый      | Третий             | Второй              | Первый             | Запасной                                                                           | Турниры                       |
| --------------------------------------------------- | -------------- | ------------------ | ------------------- | ------------------ | ---------------------------------------------------------------------------------- | ----------------------------- |
| 2005—06                                             | Maryse Wormser | Brigitte Lebescond | Alexandra Caracotch | Jacqueline Ambidge | Солен Куло                                                                         | ЧФЖ 2006                      |
| 2007—08                                             | Мари Куло      | Солен Куло         | Полин Жаннере       | Анна Ли            | Манон Юмбер тренер: Вильфрид Куло                                                  | ПЕЮ 2008 (4 место)            |
| 2008—09                                             | Мари Куло      | Солен Куло         | Анна Ли             | Манон Юмбер        | Anne-Claire Beaubestre (ЧМЮ) тренеры: Вильфрид Куло (ПЕЮ, ЧМЮ) Edouard Amiot (ПЕЮ) | ПЕЮ 2009 · ЧМЮ 2009 (9 место) |
| Кёрлинг среди смешанных пар (mixed doubles curling) |                |                    |                     |                    |                                                                                    |                               |
| 2008—09                                             | Вильфрид Куло  | Солен Куло         |                     |                    |                                                                                    | ЧМСП 2009 (15 место)          |

(скипы выделены полужирным шрифтом)

## Частная жизнь
Из семьи кёрлингистов. Её брат — Вильфрид Куло, кёрлингист и тренер, они вместе играли в смешанной парной сборной Франции на чемпионате мира 2009. Её старшая сестра Мари Куло играла с Солен в одной команде.

## Мемориальный турнир по кёрлингу
Начиная с 2010 года, в кёрлинг-клубе Безансона в конце мая проводится международный турнир по кёрлингу, в память о Солен Куло названный So'Curl.